# 斯篮搏
斯篮搏，大陸及香港音譯作、香港亦稱作「彈床籃球」、臺灣稱，是一种篮球运动。两个篮筐前分别有四块蹦床帮助运动员起跳。比赛中充满了身体对抗，技巧综合了美式足球、蹦床、街头篮球、冰球、体操、跑酷等多种运动元素，坊间俗称：極限籃球。“SlamBall”商标为斯篮搏有限公司所有。职业斯篮搏比赛在美国和澳大利亚的频道有转播。2012年首个斯篮搏锦标赛在中国举行。

## 斯篮搏规则
斯篮搏的基本规则和篮球相似：将球送入对方篮筐，阻止对方将球送入己方篮筐，比赛结束时得分多的队伍获胜。也有一些不同之处：
- 赛制：从场地中心开球，球从地面反弹至最高点并下落后比赛正式开始，才可以接触对方球员。比赛共四节，每节5分钟。每队轮流的进攻时间为20秒。一般进球得两分，灌篮和三分线外投篮进球得三分。中场休息10分钟，然后双方交换场地。每队有一次15秒的暂停的机会，只能在最后两分钟使用。如果比赛最后双方打平，将由斯篮搏式罚球决定胜负。
- 岗位：场上球员4对4，有8-9名球员进行轮换，和冰球一样换人次数无限，在比赛进行中就可以换人。每队必须有一名防守球员在篮下蹦床上进行防御。每队还有教练、助理教练等其他工作人员。场上有两名裁判。
- 冲撞：硬地区持球者开始运球后，防守者被允许进行身体接触式防守，但从进攻者带球起跳准备跃入蹦床区那刻起，防守者不可对其进行主动碰触式防守，终结者也只可垂直起跳防守；
- 罚球：一对一的Face-off罚篮，犯规者将作为防守者拦截罚球者的进攻，罚球者可以选择通过外围三个蹦床的其中一个进行罚球，并把决定告知防守者；
- 走步：硬地区走步规则与篮球相同，蹦床区安全岛上不计持球者步伐，但同一块蹦床上不允许持球者连续两次（或以上）弹跳；
- 打板：持球在蹦床区的进攻球员找不到合适的传球路经时，若想离开蹦床区来到地面，必须先把球扔向周围有弹力的有机玻璃墙打板，跟着跳出去接反弹球，才能重新控制球；
- 安全岛：进攻球员只能在安全岛区域停留至多3秒。同队的两名球员不得同时出现在安全岛所在的区域。防守球员可以在防守转换时通过安全岛区域，但是不能停留过于长的时间；

## 斯篮搏球场
- 场地：29.3M x 17.1M长方形球场，2个篮框，2套蹦床区，每区有四块蹦床，相对球丛中线呈菱形排列。一块底线蹦床，两块侧蹦床和一块高位蹦床。架高拼接的弹性地板，包围整场的有机玻璃边界墙体
- 蹦床：表面规格为4.2M x 2.1M，每套由4块蹦床构成，分布于三分线内，蹦床间隔由软垫连接缓冲
- 地板：震动吸纳功能的弹性地板架高拼接而起，配合蹦床，可以将运动员弹送高空并安全落地
- 玻璃墙：与冰球场地相似，整个斯篮搏场地周围被1.2 m高的Lexan（聚碳酸酯）有机玻璃墙体所包围，这提供了类似冰球比赛的不停秒无间断的换人

## 斯篮搏术语
- 控球手Handler：传球者，主要任务是进攻并在中场平地控球，须能够识别防守的动向，并迅速有效地发起组织进攻；
- 射手Gunner：进攻者，通常在前半场活动，进行快攻，是球队的主要得分球员；
- 终结者Stopper：防守者，比赛中每队最后一道防线，主要职责是防御所有投篮和扣篮等一切进攻，终结者在防守和发起进攻的过渡中也起着重要的作用；
- 安全岛Island：指四块蹦床之间的缓冲区域（一般为红色区域），球员可以在这个区域短暂停留，决定球的运行方向或执行球队进攻战术；
- 爆米花Popcorn-effect：防守方不得跟随进攻方进入蹦床区域以及不能影响其在蹦床上的弹跳。这种犯规被称为“爆米花效应”；
- 单挑Face-off：犯规相关的两名球员一对一，犯规球员防守，被犯规球员进攻。裁判鸣哨后，防守方需在底线位置，进攻方从场地中央开始进攻。防守球员需要在侧蹦床谈过之后才能进入底线蹦床防守。罚球结束后球权归被犯规方所有。

## 斯篮搏历史
2000年，Mason Gordon在洛杉矶创立斯篮搏并进行了一系列推广活动。Mason Gordon现在是斯篮搏有限公司的所有人，并拥有“SlamBall”商标。
2002年，斯篮搏在美国开始了第一次的赛事技术人员选拔，包括教练员选拔和球员选拔。
2007年，创始人Mason Gordon与其伙伴Mike Tollin和体育营销巨头IMG建立了合作伙伴的关系。
2008年，斯篮搏在CBS通过广播网络首次亮相。
2009年7月到10月，CCTV-5在“篮球公园”栏目中播出斯篮搏专题视频，播出时间为每周五晚7点。播出的节目中包括14场专业赛事和一期介绍专辑。2012年首个斯篮搏锦标赛在中国举行。

## MSAA全球斯篮搏发展联盟
MSAA（Multinational SlamBall Athletic Association）拥有6支职业球队：
- 兄弟队Hombres (slamball team)
- 门神队Bouncers (slamball team)
- 刀锋队Slashers (slamball team)
- 暴龙队Mob (slamball team)
- 怒吼队Rumble (slamball team)
- 撕裂者队Maulers (slamball team)

MSAA从2006-2008年连续三年举办了斯篮搏表演赛，每个赛季要举行70余场比赛，比赛情况在50多个国家电视媒体传播。

## 斯篮搏中国
斯篮搏中国，即「斯篮搏（上海）体育文化发展有限公司」是美国斯篮搏公司(Slamball LLC.)在中国市场的唯一运营发展机构，负责大中华地区斯篮搏运动的宣传、品牌推广和落地经营。
2012年8月7日，斯篮搏在中国杭州电子科技大学举办首届专业训练营「MSAA2012斯篮搏寻勇士训练营」。训练营又Mason Gordon带领的4支美国斯篮搏职业球队的教练、球员们来指导培养中国本土的斯篮搏球员。通过海选，训练营招募了符合标准的100名中国本土候选者，最终挑选出最优秀的16名选手，成为第一批斯篮搏中国签约球员。他们其中的8人与美国的4支斯篮搏职业球队（Rumble，Maulers，Mob，Slashers）一起参加2012年8月底在杭州黄龙体育馆上演的「MSAA2012斯篮搏中国表演赛」。